# Axel Freiherr von Campenhausen

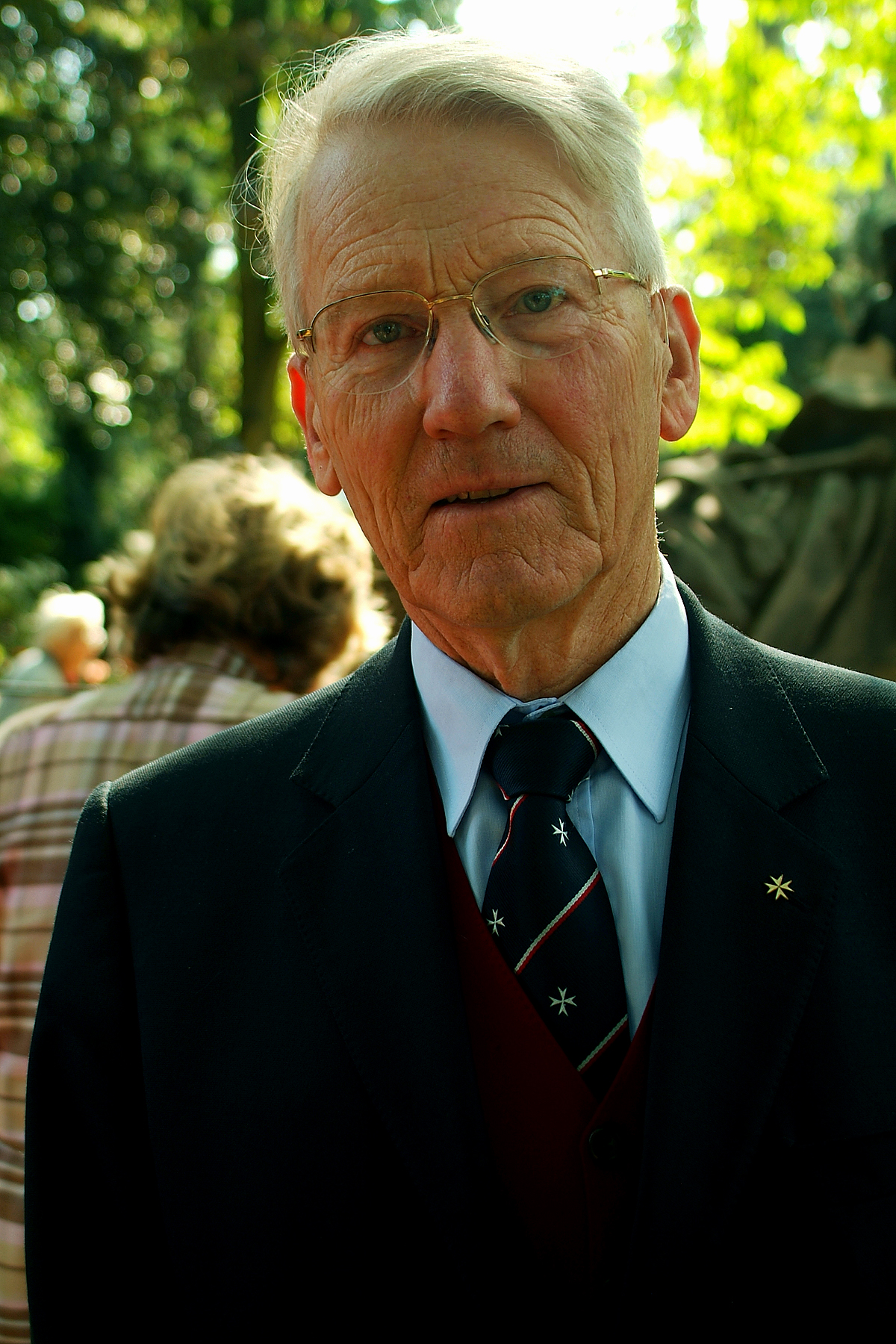
Axel Freiherr von Campenhausen mit Krawatte und Anstecknadel des Johanniterordens (2012)

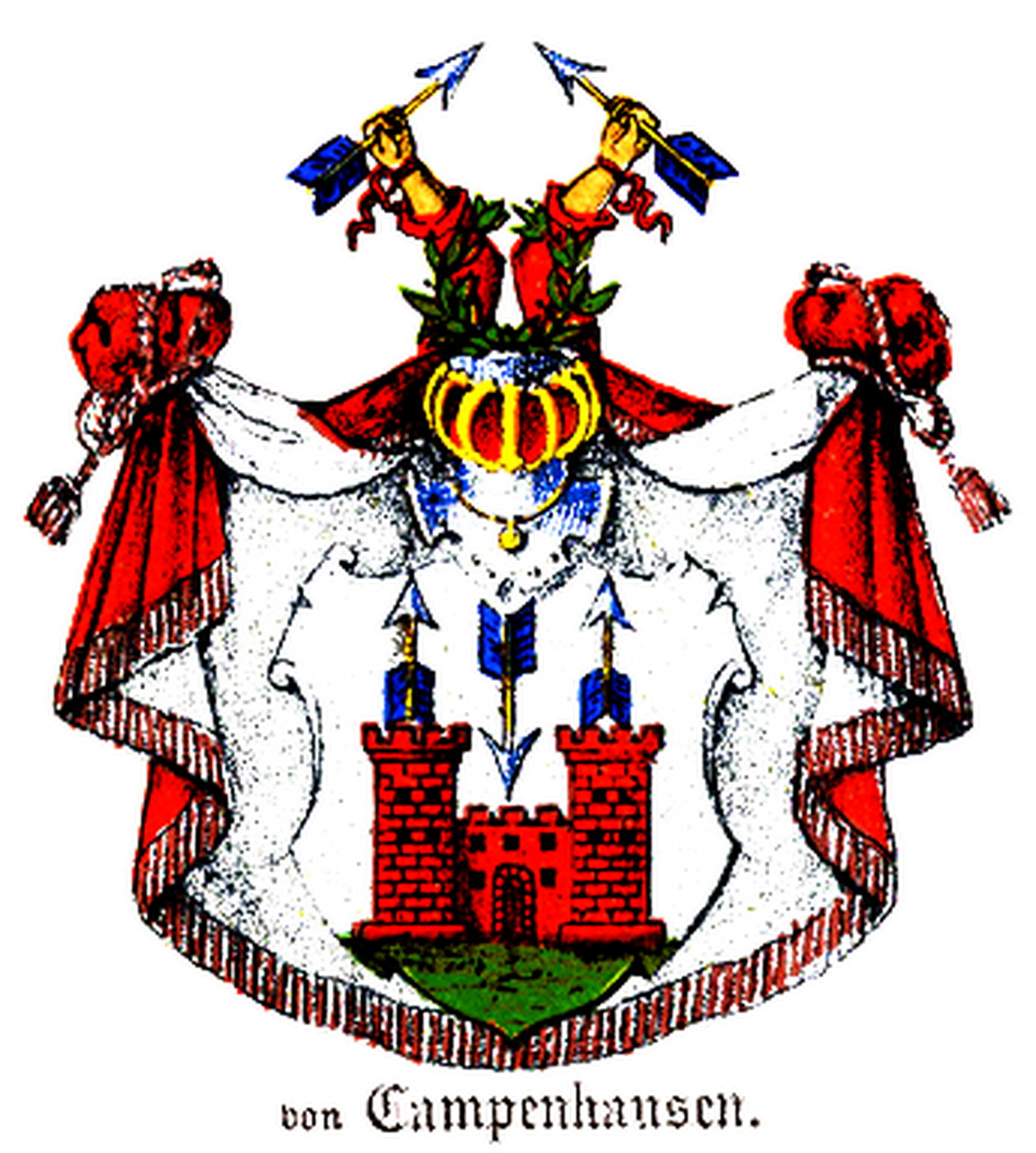
Stammwappen derer von Campenhausen

Axel Freiherr von Campenhausen (* 23. Januar 1934 in Göttingen; † 12. August 2025 in Hannover) war ein deutscher Hochschullehrer und Kirchenrechtler.

## Leben
Axel Freiherr von Campenhausen war der Sohn des Theologen Hans Freiherr von Campenhausen und dessen Frau Dorothee Agnes von Eichel; er entstammte dem grundbesitzenden freiherrlichen Adelsgeschlecht derer von Campenhausen in Livland. Er studierte Rechtswissenschaften, Evangelische Theologie und Politikwissenschaften an den Universitäten Heidelberg, Göttingen, Köln, Bonn, Paris und London und wurde 1962 an der Universität Göttingen promoviert. Nach der Habilitation (1967) war er für zehn Jahre Professor für Kirchenrecht an der Universität München, danach Professor für Öffentliches Recht und Kirchenrecht in Göttingen. Von 1970 bis 2008 leitete er das Kirchenrechtliche Institut der Evangelischen Kirche in Deutschland.
Der damalige Ministerpräsident Ernst Albrecht berief ihn von 1976 bis 1979 als Staatssekretär in das Niedersächsische Ministerium für Wissenschaft und Kunst. 1978 wurde er Präsident der Klosterkammer Hannover. In dieser Zeit gehörte er auch der Synode der Evangelisch-lutherischen Landeskirche Hannovers an. Für Aufsehen sorgte er dort 1986 mit seiner Äußerung, Südafrika sei „einziger freier Staat in Schwarzafrika“.
Von 1993 bis 2002 war Freiherr von Campenhausen Mitglied im Vorstand des Bundesverbandes Deutscher Stiftungen und ab 1996 dessen Vorsitzender; mit seinem Ausscheiden wurde er zum Ehrenmitglied gewählt. Von 1991 bis 2011 war er Domherr der Vereinigten Domstifter; danach wurde er Ehrendomherr. Mitglied im Johanniterorden war er ab 1968, 1977 Rechtsritter und Ehrenkommendator ab 2003.
Die Baltische Corporation Fraternitas Dorpatensis zu München nahm ihn 1988 als Ehrenphilister in ihre Verbindung auf. Im Jahr 2019 erhielt er für sein Lebenswerk den vom Institut für Stiftungsrecht und das Recht der Non-Profit-Organisationen an der Bucerius Law School vergebenen W. Rainer Walz-Preis.
Mehrere Jahre war Axel Freiherr von Campenhausen Mitherausgeber der Wochenzeitung Rheinischer Merkur.
Freiherr von Campenhausen war Unterstützer des Zentrums gegen Vertreibungen.

## Publikationen (Auswahl)

### Bücher
- Staat und Kirche in Frankreich (= Göttinger rechtswissenschaftliche Studien, Bd. 41). Schwartz, Göttingen 1962 (Dissertation, Universität Göttingen).
- Erziehungsauftrag und staatliche Schulträgerschaft. Die rechtliche Verantwortung für die Schule. Vandenhoeck & Ruprecht, Göttingen 1967 (Habilitationsschrift, Universität Göttingen).
- Staatskirchenrecht. C. H. Beck Verlag, München 1983, ISBN 3-406-09159-8 (5. Aufl. u.d.T. Heinrich de Wall (Mitautor): Religionsverfassungsrecht. Eine systematische Darstellung. Ein Studienbuch, München 2022, ISBN 978-3-406-70618-9).
- (mit Gernot Wießner): Kirchenrecht - Religionswissenschaft. Kohlhammer, Stuttgart 1994, ISBN 3-17-012691-1.
- Gesammelte Schriften. Zwei Bände. Mohr Siebeck, Tübingen 1995/2014.
- mit Werner Seifart (Hrsg.): Handbuch des Stiftungsrechts, C. H. Beck Verlag, München 1999, ISBN 3-406-42539-9 (3. Aufl. u.d.T.: Stiftungsrechts-Handbuch, München 2009, ISBN 978-3-406-59082-5).
- Im Dienste des Zaren und Livlands. Beiträge zur Geschichte der Familie von Campenhausen und Livlands (= Schriftenreihe der Carl-Schirren-Gesellschaft, Bd. 12). Lüneburg 2017, ISBN 978-3-923149-77-3.
- Für Kirche, Staat und Gesellschaft. Erinnerungen. Wallstein, Göttingen 2023, ISBN 978-3-83535-333-6.

### Aufsätze
- Humboldt Forum Recht (2008): Staat und Religion nach dem Grundgesetz (pdf, 5 Seiten).